# Apolemichthys kingi
Apolemichthys kingi е вид лъчеперка от семейство Pomacanthidae. Видът е незастрашен от изчезване.

## Разпространение и местообитание
Разпространен е в Мозамбик и Южна Африка (Квазулу-Натал).
Среща се на дълбочина от 23 до 30 m, при температура на водата около 23,2 °C и соленост 35,4 ‰.

## Описание
На дължина достигат до 21 cm.